# Fagopyrum qiangcai
Fagopyrum qiangcai är en slideväxtart som beskrevs av D.Q.Bai. Fagopyrum qiangcai ingår i släktet boveten, och familjen slideväxter. Inga underarter finns listade i Catalogue of Life.